# Марянка (Скерневицький повіт)
Марянка (пол. Marianka) — село в Польщі, у гміні Новий Кавенчин Скерневицького повіту Лодзинського воєводства.
Населення — 36 осіб (2011).
У 1975-1998 роках село належало до Скерневицького воєводства.

## Демографія
Демографічна структура станом на 31 березня 2011 року:
|          | Загалом | Допрацездатний вік | Працездатний вік | Постпрацездатний вік |
| -------- | ------- | ------------------ | ---------------- | -------------------- |
| Чоловіки | 19      | 7                  | 9                | 3                    |
| Жінки    | 17      | 3                  | 8                | 6                    |
| Разом    | 36      | 10                 | 17               | 9                    |